# Loleta (California)
Loleta es un área no incorporada ubicada en el condado de Humboldt en el estado estadounidense de California.

## Geografía
Loleta se encuentra ubicado en las coordenadas 40°38′27″N 124°13′31″O / 40.64083, -124.22528